# Ataenius gungareei
Ataenius gungareei är en skalbaggsart som beskrevs av Zdzisława Stebnicka och Henry Fuller Howden 1997. Ataenius gungareei ingår i släktet Ataenius och familjen Aphodiidae. Inga underarter finns listade.